# Kolhumadulu
Cette page contient des caractères et des mots thâna comme ހ ou ފ. En cas de problème, consultez l’article Thâna ou testez votre navigateur.
Kolhumadulu, en divehi ކޮޅުމަޑުލު, est un atoll des Maldives. Ses 13 846 habitants se répartissent sur 13 des 66 îles qui le composent. Les terres émergées représentent 9,3 km2 sur les 1 695,79 km2 de superficie totale de l'atoll, lagon inclus.

## Administration
Kolhumadulu constitue une subdivision des Maldives sous le nom de Thaa. Sa capitale est Veymandoo.